# تیاگو پاگنوسات
تیاگو پاگنوسات (انگلیسی: Tiago Pagnussat؛ زادهٔ ۱۷ ژوئن ۱۹۹۰) بازیکن فوتبال اهل برزیل است.
از باشگاه‌هایی که در آن بازی کرده‌است می‌توان به باشگاه فوتبال اتلتیکو مینیرو، باشگاه فوتبال گوارانی، و باشگاه فوتبال کریسیوما اشاره کرد.